# Hardecourt-aux-Bois
Hardecourt-aux-Bois – miejscowość i gmina we Francji, w regionie Hauts-de-France, w departamencie Somma.
Według danych na rok 2011 gminę zamieszkiwało 69 osób, a gęstość zaludnienia wynosiła 13 osób/km² (wśród 2293 gmin Pikardii Hardecourt-aux-Bois plasuje się na 924. miejscu pod względem liczby ludności, natomiast pod względem powierzchni na miejscu 854.).